# Ayuntamiento de Guadalajara (España)

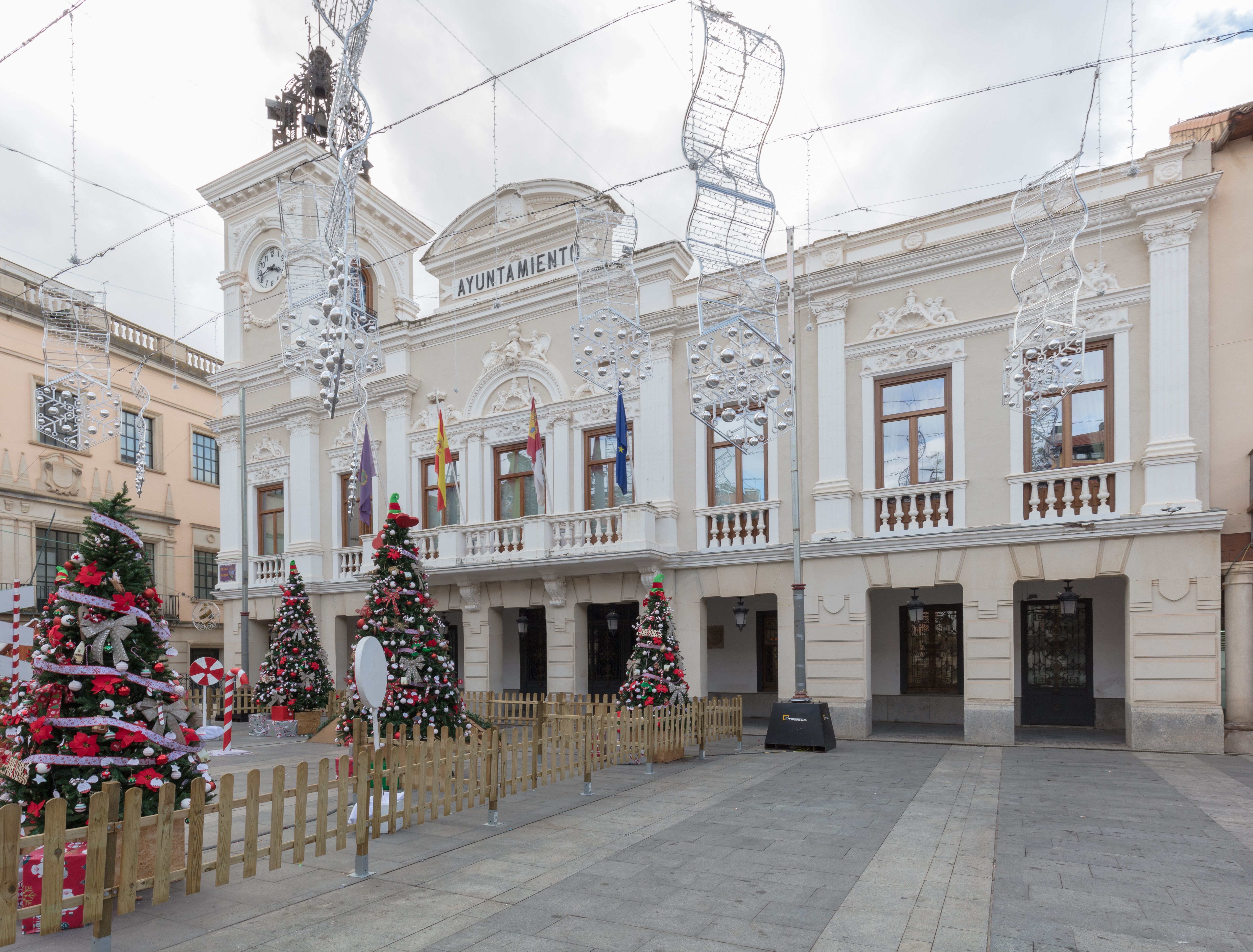
Imagen del ayuntamiento durante las fiestas navideñas

El Ayuntamiento de Guadalajara es la institución que se encarga del gobierno y la administración del municipio español de Guadalajara. Actualmente ostenta el cargo de alcaldesa de Guadalajara Ana Guarinos López, del Partido Popular, después de alcanzar un pacto de gobierno con Vox tras las elecciones municipales de 2023, en las que la candidatura que encabezaba quedó en segundo lugar.

## Casa consistorial
El actual edificio del Ayuntamiento de Guadalajara data del año 1906 y se localiza en la plaza Mayor. Fue diseñado, sobre el anterior del siglo XVI, por Antonio Vázquez-Figueroa Mohedano en un estilo ecléctico donde contrasta su fachada con el hierro forjado del su campanario. En el interior del edificio se recogen escudos y emblemas de diversa procedencia, y se custodian las tablas de San Ginés, del siglo XV, atribuidas a Juan Rodríguez de Segovia, el maestro de los Luna, y en una de las cuales figura el retrato del cardenal Pedro González de Mendoza.

## Alcaldes
| Periodo   | Nombre                                                                     | Partido                                   |
| --------- | -------------------------------------------------------------------------- | ----------------------------------------- |
| 1979-1983 | Javier Irízar Ortega                                                       | Partido Socialista Obrero Español (PSOE)  |
| 1983-1987 | Javier Irízar Ortega                                                       | Partido Socialista Obrero Español (PSOE)  |
| 1987-1991 | Javier Irízar Ortega                                                       | Partido Socialista Obrero Español (PSOE)  |
| 1991-1995 | Blanca Calvo Alonso-Cortés (1991-1992) José María Bris Gallego (1992-1995) | Izquierda Unida (IU) Partido Popular (PP) |
| 1995-1999 | José María Bris Gallego                                                    | Partido Popular (PP)                      |
| 1999-2003 | José María Bris Gallego                                                    | Partido Popular (PP)                      |
| 2003-2007 | Jesús Alique López                                                         | Partido Socialista Obrero Español (PSOE)  |
| 2007-2011 | Antonio Román Jasanada                                                     | Partido Popular (PP)                      |
| 2011-2015 | Antonio Román Jasanada                                                     | Partido Popular (PP)                      |
| 2015-2019 | Antonio Román Jasanada                                                     | Partido Popular (PP)                      |
| 2019-2023 | Alberto Rojo Blas                                                          | Partido Socialista Obrero Español (PSOE)  |
| 2023-act. | Ana Guarinos López                                                         | Partido Popular (PP)                      |

## Pleno
El Ayuntamiento de Guadalajara está compuesto por veinticinco concejales, elegidos desde 1979 democráticamente por sufragio universal, igual, libre, directo y secreto, y de entre los cuales se elige el alcalde de Guadalajara, que preside el ayuntamiento, y los tenientes de alcalde, y que forman el Gobierno municipal junto con otros concejales. Todos forman el Pleno municipal.
| Concejal                          | Partido Político                                                             | Concejalías correspondientes |
| --------------------------------- | ---------------------------------------------------------------------------- | --- |
| Ana Guarinos López                | PP                                                                           | Alcaldesa-Presidenta del Ayuntamiento de Guadalajara. |
| Francisco Javier Toquero del Vado | Vox                                                                          | Primer teniente de alcalde del Ayuntamiento de Guadalajara Coordinador del Área de Cultura y Patrimonio Histórico, Turismo, Comercio, Casco Histórico y Mercados Concejal delegado de Cultura, Patrimonio Histórico y Casco Histórico |
| Alfonso Esteban Señor             | PP                                                                           | Segundo teniente de alcalde del Ayuntamiento de Guadalajara Coordinador del Área de Presidencia y Régimen Interior, Seguridad, Hacienda, Urbanismo y Vivienda, Transparencia y Buen Gobierno Concejal delegado de Hacienda y Gestión Presupuestaria; Urbanismo y Vivienda; Transparencia y Buen Gobierno; Poblado de Villafloreso                                         |
| María Patricio Zafra              | PP                                                                           | Tercer teniente de alcalde del Ayuntamiento de Guadalajara Coordinadora de Familia y Asuntos Sociales, Igualdad, Participación Ciudadana, Deportes y Juventud Concejal delegada de Mujer e Igualdad; Inclusión Social; Salud Pública y Consumo; Participación Ciudadana y Cooperación al Desarrollo; Tarjeta Ciudadana; Información, Archivo y Registro; Padrón Municipal |
| Santiago López Pomeda             | PP                                                                           | Cuarto teniente de alcalde del Ayuntamiento de Guadalajara. Coordinador de Infraestructuras, Obras, Servicios Municipales y Festejos. Concejal Delegado de Festejos, Tradiciones y Asuntos Taurinos; Obras Públicas Municipales; Infraestructuras; Transporte Público y Movilidad; Ciclo Integral del Agua                                                                |
| Armengol Engonga García           | PP                                                                           | Concejal delegado de Deportes y Juventud |
| Isabel Nogueroles Viñes           | PP                                                                           | Concejal delegada de Educación y Universidad, Ciencia e Innovación, Contratación y Compras; Patrimonio Municipal; Smart City; Tecnologías de la Información y las Comunicaciones; e-Administración |
| Jesús David García Galve          | PP                                                                           | Concejal delegado de Servicios Públicos Municipales (limpieza viaria, recogida de residuos sólidos urbanos, mantenimiento de vías públicas, edificios municipales y servicios públicos municipales, brigadas, pavimentación, cementerio); Consejos de Barrio y Pueblos Anexionados                                                                                        |
| María Montero García              | PP                                                                           | Concejal delegada de Recursos Humanos; Promoción Económica y Empleo |
| José Luis Alguacil Rojo           | PP                                                                           | Concejal delegado de Medio Ambiente, Alumbrado Público, Gestión Energética y Zona de Bajas Emisiones, Parques y Jardines y Zonas Verdes y Zoo Municipal. Finca de Castillejos |
| José María Antón García           | VOX                                                                          | Concejal delegado de Seguridad Ciudadana y Emergencias, Policía, Bomberos y Protección Civil; Parque Móvil; Servicios Jurídicos |
| Víctor Juan Morejón Vitón         | VOX                                                                          | Concejal delegado de Turismo, Comercio y Mercados; Casco Histórico |
| María del Sagrario Muñoz Valverde | VOX                                                                          | Concejal delegada de Familia y Servicios Sociales; Infancia y Centros de Atención a la Infancia; Adolescencia; Mayores; Migraciones; Diversidad Funcional; Relación con las Confesiones Religiosas |
| Alberto Rojo Blas                 | PSOE                                                                         | Concejal del PSOE del Ayuntamiento de Guadalajara |
| Sara Simón Alcorlo                | PSOE                                                                         | Concejal del PSOE del Ayuntamiento de Guadalajara |
| Santiago Baeza San Llorente       | PSOE                                                                         | Concejal del PSOE del Ayuntamiento de Guadalajara |
| Lucía de Luz Pontón               | PSOE                                                                         | Concejal del PSOE del Ayuntamiento de Guadalajara |
| Fernando Marchan Morales          | PSOE                                                                         | Concejal del PSOE del Ayuntamiento de Guadalajara |
| Gemma Mínguez Pastor              | PSOE                                                                         | Concejal del PSOE del Ayuntamiento de Guadalajara |
| Ignacio De la Iglesia Caballero   | PSOE                                                                         | Concejal del PSOE del Ayuntamiento de Guadalajara |
| María Pilar Sánchez Castro        | PSOE                                                                         | Concejal del PSOE del Ayuntamiento de Guadalajara |
| Juan Flores Andrés                | PSOE                                                                         | Concejal del PSOE del Ayuntamiento de Guadalajara |
| Laura Gil Pascual                 | PSOE                                                                         | Concejal del PSOE del Ayuntamiento de Guadalajara |
| Miguel Ángel González Lajas       | PSOE                                                                         | Concejal del PSOE del Ayuntamiento de Guadalajara |
| Susana Martínez Martínez          | AIKE-A Guadalajara hay que quererla (su referente a nivel nacional es Sumar) | Portavoz de Grupo Municipal de AIKE (A Guadalajara Hay Que Quererla) y concejal del Ayuntamiento de Guadalajara |

Forman parte del Ayuntamiento la Comisión Especial de Sugerencias y Reclamaciones, la Comisión Especial de Cuentas, el Patronato Municipal de Cultura y el Patronato Deportivo Municipal. Las oficinas, servicios y unidades administrativas municipales se agrupan en tres áreas funcionales: la Administración Central, donde se gestionan el régimen interior, el archivo, la información, el registro, el padrón municipal de habitantes y el personal, entre otras unidades, recursos y procedimientos administrativos comunes; los Servicios Comunitarios, donde se gestionan el urbanismo, la vivienda y los servicios urbanos, entre otros, y la Hacienda Municipal, donde se gestionan el patrimonio, los procedimientos de contratación, las compras, los presupuestos, la contabilidad, los ingresos y los gastos municipales.
El Ayuntamiento de Guadalajara está acogido al régimen de organización de los municipios de gran población por ser capital de provincia, aunque actualmente se encuentra en desarrollo de aplicación.
| Partido político | Partido político                                                                 | 2023   | 2019   | 2015   | 2011   | 2007   | 2003   | 1999   | 1995   | 1991   | 1987   | 1983   | 1979   |
| Partido político | Partido político                                                                 | Ediles | Ediles | Ediles | Ediles | Ediles | Ediles | Ediles | Ediles | Ediles | Ediles | Ediles | Ediles |
|                  | Partido Socialista Obrero Español (PSOE)                                         | 10     | 8      | 8      | 11     | 11     | 12     | 10     | 6      | 10     | 10     | 14     | 7      |
|                  | Partido Popular (PP)-Alianza Popular (AP)                                        | 9      | 8      | 11     | 16     | 13     | 12     | 13     | 14     | 12     | 10     | 10     | 7      |
|                  | Vox                                                                              | 4      | 2      | 0      | —      | —      | —      | —      | —      | —      | —      | —      | —      |
|                  | A Guadalajara Hay Que Quererla                                                   | 1      | 1      | —      | —      | —      | —      | —      | —      | —      | —      | —      | —      |
|                  | Podemos-Izquierda Unida (IU)-Ahora Guadalajara-Partido Comunista de España (PCE) | 0      | 1      | 1      | 1      | 4      | 1      | 2      | 5      | 3      | 2      | 1      | 4      |
|                  | Ciudadanos (CS)                                                                  | 0      | 3      | 2      | —      | —      | —      | —      | —      | —      | —      | —      | —      |
|                  | Centro Democrático y Social (CDS)                                                | —      | —      | —      | —      | —      | 0      | 0      | 0      | 0      | 3      | 0      | —      |

## Resultados electorales
| Partido político                                                                 | 2023  | 2023   | 2023       | 2019  | 2019   | 2019       | 2015  | 2015   | 2015       | 2011  | 2011   | 2011       | 2007  | 2007   | 2007       | 2003  | 2003   | 2003       | 1999  | 1999   | 1999       | 1995  | 1995   | 1995       | 1991  | 1991   | 1991       | 1987  | 1987   | 1987       | 1983  | 1983   | 1983       | 1979  | 1979  | 1979       |
| Partido político                                                                 | %     | Votos  | Concejales | %     | Votos  | Concejales | %     | Votos  | Concejales | %     | Votos  | Concejales | %     | Votos  | Concejales | %     | Votos  | Concejales | %     | Votos  | Concejales | %     | Votos  | Concejales | %     | Votos  | Concejales | %     | Votos  | Concejales | %     | Votos  | Concejales | %     | Votos | Concejales |
| Partido Socialista Obrero Español (PSOE)                                         | 35,16 | 14 835 | 10         | 28,29 | 11 635 | 8          | 30,39 | 12 733 | 8          | 39,15 | 14 970 | 11         | 40,36 | 16 877 | 11         | 43,84 | 16 937 | 12         | 38,19 | 12 896 | 10         | 24,03 | 9059   | 6          | 37,51 | 11 503 | 10         | 38,80 | 12 541 | 10         | 50,04 | 14 324 | 14         | 32,06 | 6412  | 7          |
| Partido Popular (PP)-Alianza Popular (AP)                                        | 31,49 | 13 169 | 9          | 31,18 | 13 158 | 8          | 37,22 | 15 307 | 11         | 54,21 | 22 783 | 16         | 49,65 | 18 987 | 13         | 44,46 | 17 176 | 12         | 46,71 | 15 771 | 13         | 50,79 | 19 149 | 14         | 43,71 | 13 404 | 12         | 36,13 | 11 678 | 10         | 37,71 | 10 794 | 10         | 32,31 | 6462  | 7          |
| Vox                                                                              | 15,78 | 6600   | 4          | 7,66  | 3231   | 2          | 1,49  | 614    | 0          | —     | —      | —          | —     | —      | —          | —     | —      | —          | —     | —      | —          | —     | —      | —          | —     | —      | —          | —     | —      | —          | —     | —      | —          | —     | —     | —          |
| A Guadalajara Hay Que Quererla                                                   | 5,22  | 2185   | 1          | 6,21  | 2622   | 1          | —     | —      | —          | —     | —      | —          | —     | —      | —          | —     | —      | —          | —     | —      | —          | —     | —      | —          | —     | —      | —          | —     | —      | —          | —     | —      | —          | —     | —     | —          |
| Podemos-Izquierda Unida (IU)-Ahora Guadalajara-Partido Comunista de España (PCE) | 3,35  | 1401   | 0          | 6,98  | 2947   | 1          | 6,11  | 2566   | 1          | 6,05  | 2314   | 1          | 16,81 | 6913   | 4          | 7,03  | 2715   | 1          | 8,74  | 2950   | 2          | 19,65 | 7409   | 5          | 11,05 | 3388   | 3          | 7,36  | 2380   | 2          | 6,69  | 1915   | 1          | 20,13 | 4027  | 4          |
| Ciudadanos (CS)                                                                  | 1,77  | 743    | 0          | 12,15 | 5126   | 3          | 9,58  | 3939   | 2          | —     | —      | —          | —     | —      | —          | —     | —      | —          | —     | —      | —          | —     | —      | —          | –     | –      | –          | —     | —      | —          | —     | —      | —          | –     | –     | –          |
| Centro Democrático y Social (CDS)                                                | —     | —      | —          | —     | —      | —          | —     | —      | —          | —     | —      | —          | —     | —      | —          | –     | –      | –          | 0,69  | 232    | 0          | 0,75  | 281    | 0          | 4,22  | 1294   | 0          | 12,35 | 3993   | 3          | 4,02  | 1152   | 0          | –     | –     | –          |

## Evolución de la deuda viva municipal
El concepto de deuda viva contempla sólo las deudas con cajas y bancos relativas a créditos financieros, valores de renta fija y préstamos o créditos transferidos a terceros, excluyéndose, por tanto, la deuda comercial.
| Gráfica de evolución de la deuda viva del Ayuntamiento entre 2008 y 2023                              |
| |
| Deuda viva del Ayuntamiento de Guadalajara, en miles de euros, según datos del Ministerio de Hacienda |